# Bielawy (powiat gostyniński)
Bielawy – wieś sołecka w Polsce położona w województwie mazowieckim, w powiecie gostynińskim, w gminie Gostynin.
Na terenie wsi znajduje się dawna osada holenderska Blumenfelde, założona między 1792 a 1796 rokiem. W XIX w. zamieszkiwało ją przeszło stu mieszkańców. W późniejszych latach wcielona do Bielaw. Do chwili obecnej nie zachowały się żadne ślady holenderskiej obecności w tym rejonie.
W latach 1975–1998 miejscowość należała administracyjnie do województwa płockiego.